# Schloss Dieterskirchen

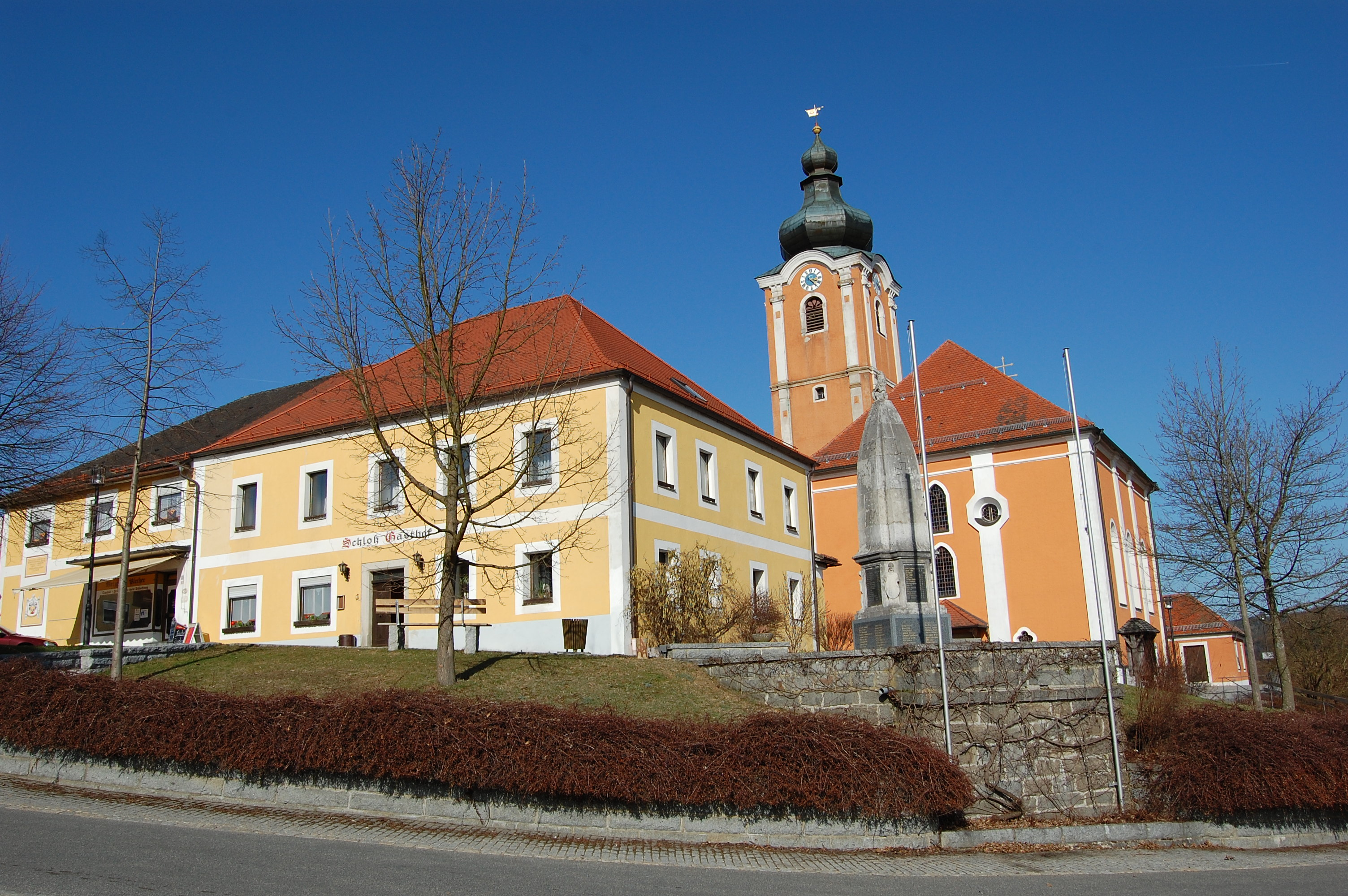
Überrest des Schlosses vor der Kirche

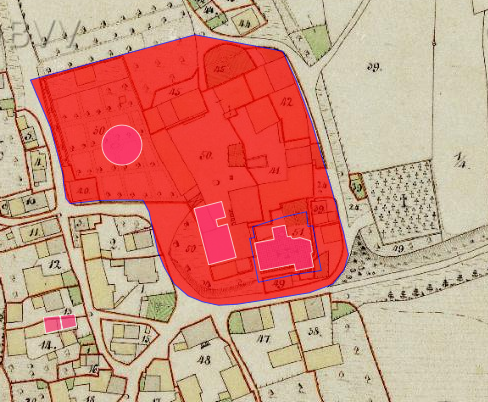
Lageplan von Schloss Dieterskirchen auf dem Urkataster von Bayern

Das nur mehr in Resten erhaltene Schloss Dieterskirchen befindet sich in der gleichnamigen oberpfälzischen Gemeinde Dieterskirchen im Landkreis Schwandorf von Bayern (Kirchplatz 1). Es ist unter der Aktennummer D-3-76-122-2 als Baudenkmal von Dieterskirchen verzeichnet. „Archäologische Befunde des Mittelalters und der frühen Neuzeit im Bereich des ehem. Schlosses Dieterskirchen, mittelalterliche Burganlage“ werden zudem als Bodendenkmal unter der Aktennummer D-3-6540-0046 geführt.

## Geschichte
Ein „Rudigerus de Dithoheskirgin“ erschien um 1144 in einer Urkunde des Klosters Ensdorf als „Adelheit de Wartberc“ dem Kloster ihr predium Druskin übergab. Dieser Rudigerus dürfte nach der Zeugenreihenfolge ein Ministeriale der Diepoldinger gewesen sein. Erst mehr als 250 Jahre später erschien die nächste Nachricht über Dieterskirchen, denn 1301 hatte „Rvdgerus de Wartperch“ dem Kloster Schönthal einen Zehnt von „Grvb“ übertragen, den zuvor der „officialis Hainricus de Dietholtschirchen“ qua Lehen von ihm besaß. Dieser Hainricus wurde auch 1303 in einer Urkunde des „Chunradus de Sneberch“ genannt. Ein „Rudger Wartperger“ nannte sich 1377 mit dem Attribut „von Dietreiskirchen“. Damit ist ein Adelssitz zu vermuten. Dieterskirchen muss zu dieser Zeit bereits eine Kirche besessen haben (die Bezeichnung des Hainricus als „officialis“, das heißt als Kirchenverweser, verweist darauf). 1387 stellte sich „Ruger der Wartperger zu Dyeterschirchen“ als Bürge für „Albrecht von Kräczl“ von Eslarn und „Ruprecht dem Grinawer“ zur Verfügung. Am 25. Februar 1391 ging Eslarn durch Verkauf von Ruprecht den Grinawer an „Ruger von Warperg zu Dietrisskirchen“ über. 1401 verkaufte Letztgenannter sein Vogtei zu Asbach an das Kloster Reichenbach am Regen. 1415 übergaben Ruger und sein Sohn Ulrich den Sitz Eslarn an „Hildebrand dem Geiganter“. Die Warberger sind in der Folge bis in die zweite Hälfte des 15. Jahrhunderts als Inhaber von Dieterskirchen bezeugt. Nach dem Tod des Christoph Warberger 1461 war 1482 Hans Plankenfelsner Inhaber von Dieterskirchen. In den Landsassenmatrikel von 1518 und 1525 ist „Georg von Plankenfels“ dort bezeugt. Auf ihn folgten Hans Jörg, Alexander und Silvester von Plankenfels. 1552 war nur noch Silvester zu Dietrichskirchen eingetragen. Allerdings ist in der Matrikel bereits 1550 „Philipp von Feiltsch“ eingetragen, der auch bis 1570 dort verzeichnet ist.
Spätestens seit 1570 ist Dieterskirchen mit Pottenhof vereint. Weiterer Besitzer war Oswald Ruland, dessen Erben das Landsassengut an Johann Bernhard Freiherren von Stauf verkauften. 1576 ist dieser als Inhaber von Dieterskirchen verzeichnet. Nach seinem Tod († 1598) hatte Albrecht von Wildenstein das Verfügungsrecht über Dietrichskirchen und Pottenhof, da er 1600 die Tochter des Vorbesitzers, Susanne von Stauf, geheiratet hatte. Er hatte bereits 1592 die Taferne sowie die Schenk- und Braustatt zu Dieterskirchen und weitere Güter erworben. Nach seinem Tod fielen die Güter an seine Tochter Maria Brigitta, deren erster Ehemann Friedrich Wilhelm von Ebleben († 1645) 1630 huldigte. In zweiter Ehe war sie mit Hanns Albrecht Horneck von Hornberg verheiratet, der 1652 in den Matrikeln als Inhaber beider Güter verzeichnet ist. Während des Dreißigjährigen Krieges wurde Dieterskirchen stark verwüstet. Nach dem Tod des Hanns Albrecht von Horneck († 1683) leistete Hanns Adam Friedrich von Horneck 1693 die Landsassenpflicht ab. Bis 1711 waren beide Güter im Besitz des Johann Christoph Albrecht von Horneck, der erstmals 1711 in den Matrikeln verzeichnet ist. Seine Tochter Magdalena heiratete Friedrich Casimir von Perglas, der 1725 und 1749 die Landsassenpflicht ablegte. Nach seinem Tod († 1752) war Joseph Mathias von Murach, ab 1759 der zweite Gatte der Magdalena von Horneck, Hofmarksbesitzer. Danach wurde Franz Anton von Horneck, der Sohn des Johann Christoph Albrecht, Besitzer beider Güter. Dieser verfügte bis zum Ende des Alten Reiches über beide Hofmarken.

## Schloss Dieterskirchen heute
Das Schloss wurde 1605 erbaut. In dem Schlossgasthof von Dieterskirchen sind die Reste des ehemaligen Schlosses auf der Hofseite noch erhalten. Das Erdgeschoss ist mit einem Tonnengewölbe mit Netzfiguration, das Obergeschoss mit Fensterumrahmungen aus dem 17. Jahrhundert ausgestattet. Zwei granitene Torpfeiler des ehemaligen Schlossgartens mit Steinlöwen und Wappen aus dem 17. Jahrhundert befinden sich nahe dem Haus Neunburger Straße 4. Dort ist auch der sogenannte Schlosskeller mit einem gemauerten Kellereingang und der Jahreszahl 1800. In der nahen Pfarrkirche St. Ulrich befinden sich Epitaphien der Schlossherren.